# قائمة شخصيات بليتش

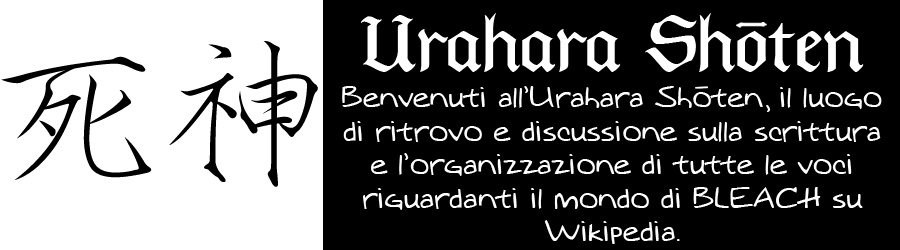
مانغا بليتش.

هذه قائمة شخصيات سلسلة بليتش. تدور أحداث الأنمي في عالم خيالي تنقسم فيه الشخصيات إلى أعراق خيالية مختلفة.

## الشخصيات الخيّرة

### إيتشيغو كوروساكي
إيتشيغو كوروساكي (黒崎 一護) هو بطل الرواية الرئيسي في بليتش. وهو طالب في المدرسة الثانوية، طويل القامة ذو شعر برتقالي، يصبح «شينيغامي بديل» بعد استيعابه بشكل غير مقصود لمعظم صلاحيات روكيا كوتشيكي. طبيعته الساخرة في البداية تجعله غير مهيأ تجاه الواجب، ولكن مع مرور الوقت، يقبل ويرحب بالقوة التي حصل عليها وهي قوة الشينيغامي. عند إنشاء سلسلة المانجا، علق تايت كوبو مؤلف المانجا أن روكيا كوتشيكي هي أول شخصية قام بإنشائها لكنها لم تكن شخصية مناسبة لتكون الشخصية الرئيسية، لذا ابتكر إيتشيغو ليكون بطل السلسلة. مؤدي صوت إيتشيغو هو موريتا ماساكازو.

### روكيا كوتشيكي
روكيا كوتشيكي (朽木 ルキア) شينيغامي عملها هو القضاء على الهولو في مدينة كاراكورا. تقابل روكيا إيتشيغو لأول مرة عندما تقتحم منزله، دون أن تدرك أن إيتشيغو يمكنه رؤيتها. تزداد تعقيد العلاقة بينهما عندما تحاول روكيا إنقاذ إيتشيغو وتعطي إيتشيغو معظم قواها كـ(شينيغامي). تظل روكيا بقليل من القوى ولا يمكنها العودة إلى مجتمع الروح. تعيش أسلوب حياة مؤقت كإنسان منتظم وتلتحق بمدرسة إيتشيغو الثانوية وتعيش في خزانته، بينما تعلمه كيف يكون شينيغامي بديل. كانت روكيا الشخصية الأولى في السلسلة التي أنشأتها كوبو، حيث كان تصميمها هو الذي قُرِر استخدامه لجميع الشينيغامي. مؤدية صوت روكيا الياباني هي أوريكاسا فوميكو.

### إنوي أوريهيمي
إنوي أوريهيمي (井上 織姫) زميلة إيتشيغو كوروساكي في المدرسة منذ زمن طويل وأحد أصدقائه المقربين. اعتادت أن يكون لها تأثير كبير على إيتشيغو منذ البداية، ولكن بسبب رغبة إيتشيغو الأنانية في حماية أصدقائه، تقع أوريهيمي في حبه حقًا. منذ أن كانت في الثالثة من عمرها، كانت يتيمة عندما غادر شقيقها الأكبر سورا منزل والديهما المسيئين لها وإقامتها بمفرده. على الرغم من أنها لا تمتلك في البداية قوى روحية (رياتسو)، فهي فيما بعد تحصل عليها فيما بعد. مؤدية صوت اوريهيمي هي ماتسوكا يوكي وهي نفسها مؤدية صوت إيتشيغو وهو صغير.